# 愛踊祭
愛踊祭（あいどるまつり）は、2015年から2019年まで続いた日本の女性アイドルによるコンテスト。正式タイトルは「愛踊祭〜あいどるまつり〜国民的アニメソングカバーコンテスト」。テレビ朝日の音楽情報番組『musicるTV』と連動する。

## 概要
本大会用に編曲されたアニメソングにオリジナルの振り付けでパフォーマンスを行う「課題曲」に加えて、オリジナル楽曲のパフォーマンスを行い、審査員投票にファン投票によるポイントも加算する総合審査で順位を決定する。
書類審査に通過した場合、全国各地で行われるエリア代表決定戦に進み、課題曲・オリジナル楽曲1曲ずつを披露。最もポイントが多かった1組が決勝大会に進出する。それ以外の者は「敗者復活WEB予選」に進み、エリア代表決定戦とは別に用意された課題曲をインターネット上にアップロードし、Twitterでの投票、審査員の評価、mystaおよびMixChannelの視聴者数をポイント化し、最もポイント数が多かった1組が敗者復活で決勝大会に進出する。現行の方式となったのは2018年からで、2017年以前は書類審査の後に「WEB予選」があり、TwitterおよびFacebookでの投票ポイント、チームワークポイント、審査員ポイントの合計上位（6組）がエリア代表決定戦に進むという方式をとっていた。
決勝大会は1組あたり課題曲2曲（エリア代表決定戦+敗者復活WEB予選（2017年以前はWEB予選））、オリジナル曲1曲の計3曲を披露。会場の審査員と観客による投票で優勝のほか、審査員特別賞が授与される。入賞者には副賞として音楽番組への出演権が与えられる。
2016年3月には、新たなアイドル発掘・育成を目的として、投稿した動画をユーザーが視聴し、投票してランキング（番付）する、派生企画のアイドル総合支援サイト「愛踊番付」が開設された。番付高位者には、何らかの特典が与えられると発表されている。
公式ホームページにて、2019年で大会終了が発表された。

## 愛踊祭2015
- エントリー数：174組
- アンバサダー：でんぱ組.inc、アンジュルム
- 課題曲
  - WEB予選：「魔法使いサリーのうた」
  - エリア代表決定戦：「とんちんかんちん一休さん」

### エリア代表決定戦
| エリア       | 代表                       | 日程    | 会場                                  | アンバサダー                       |
| ------------ | -------------------------- | ------- | ------------------------------------- | ---------------------------------- |
| 北海道       | ミルクス                   | 8月21日 | サッポロファクトリー アトリウム       | でんぱ組.inc（夢眠ねむ、成瀬瑛美） |
| 東北         | りんご娘                   | 8月17日 | イオンタウン仙台泉大沢                | でんぱ組.inc（成瀬瑛美、最上もが） |
| 北陸・甲信越 | おやゆびプリンセス         | 9月5日  | イオンモールかほく                    | でんぱ組.inc（相沢梨紗、成瀬瑛美） |
| 北関東       | 水戸ご当地アイドル（仮）   | 9月6日  | イーアスつくば                        | でんぱ組.inc（最上もが、藤咲彩音） |
| 南関東       | 柊木りお                   | 8月18日 | イオンモール津田沼                    | でんぱ組.inc（相沢梨紗、最上もが） |
| 東海         | アイドル教室               | 8月10日 | イオンモールナゴヤドーム前            | でんぱ組.inc（古川未鈴、夢眠ねむ） |
| 関西         | OSAKA BB WAVE              | 8月14日 | イオンモールりんくう泉南              | でんぱ組.inc（相沢梨紗、夢眠ねむ） |
| 中国・四国   | SPL∞ASH                    | 8月23日 | イオンモール広島府中 スターギャラリー | でんぱ組.inc（古川未鈴、藤咲彩音） |
| 九州・沖縄   | ヒペリカムではありません。 | 8月22日 | イオンモール香椎浜                    | でんぱ組.inc（古川未鈴、藤咲彩音） |

※北陸・甲信越：新潟県・富山県・石川県・福井県・長野県・山梨県、北関東：茨城県・栃木県・群馬県・埼玉県、南関東：千葉県・東京都・神奈川県

### 決勝大会
2015年9月22日、TOKYO DOME CITY HALLにて開催
- 優勝：ミルクス
  - 『musicる TV』への月間ゲスト出場権、グループ名を“ミルクス本物”に改名。
2016年3月16日、愛踊祭レーベルより「北の国から愛を込めて」をリリース。ヒャダインこと前山田健一と綾小路翔が楽曲提供[7]。
- 審査員特別賞：柊木りお、SPL∞ASH

スタッフ
- 主催：愛踊祭 事務局
- 協力：日本ご当地アイドル活性協会、musicるTV

## 愛踊祭2016
- エントリー数：242組
- アンバサダー：でんぱ組.inc
- 公式サポーター：こぶしファクトリー
- 課題曲
  - WEB予選：「すきすきソング」（「ひみつのアッコちゃん」エンディングテーマ）
  - エリア代表決定戦：「オラはにんきもの」（クレヨンしんちゃんオープニングテーマ）

### エリア代表決定戦
| エリア     | 代表                            | 日程    | 会場                                  | アンバサダー/公式サポーター                |
| ---------- | ------------------------------- | ------- | ------------------------------------- | ------------------------------------------ |
| 北海道     | フルーティー（初進出）          | 8月12日 | サッポロファクトリー アトリウム       | こぶしファクトリー（広瀬彩海、野村みな美） |
| 東北       | りんご娘（2年連続2回目）        | 8月17日 | イオンタウン仙台泉大沢                | こぶしファクトリー（小川麗奈、井上玲音）   |
| 北信越     | ケミカル⇄リアクション（初進出） | 8月23日 | イオンモール新潟南                    | こぶしファクトリー（小川麗奈、浜浦彩乃）   |
| 関東A      | C-Style（初進出）               | 8月3日  | イオンモール浦和美園                  | こぶしファクトリー（広瀬彩海、浜浦彩乃）   |
| 関東B      | 原宿物語（初進出）              | 8月29日 | イオンモール浦和美園                  | こぶしファクトリー（浜浦彩乃、田口夏実）   |
| 関東C      | アイドルネッサンス（初進出）    | 8月30日 | イーアスつくば                        | こぶしファクトリー（野村みな美、和田桜子） |
| 東海       | ROSARIO+CROSS（初進出）         | 8月18日 | イオンモール熱田                      | こぶしファクトリー（藤井梨央、和田桜子）   |
| 関西       | フルーレット（初進出）          | 8月2日  | イオンモールりんくう泉南              | こぶしファクトリー（広瀬彩海、井上玲音）   |
| 中国・四国 | SPL∞ASH（2年連続2回目）         | 8月9日  | イオンモール広島府中 スターギャラリー | こぶしファクトリー（藤井梨央、田口夏実）   |
| 九州・沖縄 | Chuning Candy（初進出）         | 8月10日 | イオンモール福岡                      | こぶしファクトリー（藤井梨央、田口夏実）   |

※エリア変更：北陸・甲信越エリアは山梨県を除き北信越エリアに変更。山梨県は北関東・南関東とともに関東に統合、A - Cの3枠とする

### 決勝大会
2016年9月10日、TOKYO DOME CITY HALLにて開催
- 優勝：りんご娘
  - 『musicる TV』への月間ゲスト出場権[8]、2017年3月29日に全国流通盤「Ringo star」を発売。
楽曲は多田慎也が作詞作曲、生田真心が編曲を担当し、 振り付けはミキティー本物が手掛けた。
- ボーカルパフォーマンス賞：ケミカル⇄リアクション、アイドルネッサンス
- ダンスパフォーマンス賞：ROSARIO+CROSS
- オーディエンス賞：りんご娘

スタッフ
- 主催：愛踊祭 事務局
- 協力：日本ご当地アイドル活性協会、musicるTV

## 愛踊祭2017
- エントリー数：250組以上
- アンバサダー：佐々木彩夏（ももいろクローバーZ）、アンジュルム
- 課題曲
  - WEB予選：「キューティーハニー」
  - エリア代表決定戦：「魔女っ子メグちゃん」

### エリア代表決定戦
| エリア     | 代表                                              | 日程    | 会場                                  | アンバサダー                             |
| ---------- | ------------------------------------------------- | ------- | ------------------------------------- | ---------------------------------------- |
| 北海道     | ミルキーベリー（初進出）                          | 8月14日 | サッポロファクトリー アトリウム       | アンジュルム（和田彩花、笠原桃奈）       |
| 東北       | ピイシーズ（初進出）                              | 8月10日 | イオンタウン仙台泉大沢                | アンジュルム（佐々木莉佳子、上國料萌衣） |
| 北信越     | ケミカル⇄リアクション（2年連続2回目）             | 7月31日 | イオンモール新潟南                    | アンジュルム（室田瑞希、笠原桃奈）       |
| 関東A      | CY8ER（初進出）                                   | 7月24日 | クイーンズスクエア横浜                | アンジュルム（中西香菜、笠原桃奈）       |
| 関東B      | 渡良瀬橋43（初進出） テーマパークガール（初進出） | 7月25日 | イーアスつくば                        | アンジュルム（竹内朱莉、佐々木莉佳子）   |
| 関東C      | BANZAI JAPAN（初進出）                            | 8月3日  | クイーンズスクエア横浜                | アンジュルム（和田彩花、上國料萌衣）     |
| 東海       | P.IDL NAGOYA（初進出）                            | 8月18日 | イオンモール熱田                      | アンジュルム（勝田里奈、室田瑞希）       |
| 関西       | フルーレット（2年連続2回目）                      | 8月8日  | イオンモールりんくう泉南              | アンジュルム（中西香菜、竹内朱莉）       |
| 中国・四国 | SPL∞ASH（3年連続3回目）                           | 8月17日 | イオンモール広島府中 スターギャラリー | アンジュルム（勝田里奈、室田瑞希）       |
| 九州・沖縄 | Chuning Candy（2年連続2回目）                     | 7月21日 | イオンモール福岡                      | アンジュルム（竹内朱莉、上國料萌衣）     |

### 決勝大会
2017年9月2日、TOKYO DOME CITY HALLにて開催
- 優勝：SPL∞ASH
- 審査員特別賞：テーマパークガール、Chuning Candy
- ベストオーディエンス賞：SPL∞ASH

スタッフ
- 主催：愛踊祭 事務局
- 協力：CHEERZ、日本ご当地アイドル活性協会、TVLIFE、ゴーゴーカレー、musicるTV

## 愛踊祭2018
- エントリー数：260組以上
- アンバサダー：でんぱ組.inc
- 公式サポーター：こぶしファクトリー&つばきファクトリー
- 課題曲
  - エリア代表決定戦：「ムーンライト伝説」（美少女戦士セーラームーン）主題歌
  - 敗者復活WEB予選・決勝大会：「ひょっこりひょうたん島」

### エリア代表決定戦・敗者復活WEB予選
| エリア          | 代表                                                            | 日程                                              | 会場                                                | アンバサダー/公式サポーター・ゲスト                                              |
| --------------- | --------------------------------------------------------------- | ------------------------------------------------- | --------------------------------------------------- | -------------------------------------------------------------------------------- |
| 北海道          | まばたき（初進出）                                              | 7月2日                                            | 札幌サンプラザコンサートホール                      | アンバサダー：でんぱ組.inc（相沢梨紗、夢眠ねむ） スペシャルゲスト：Chuning Candy |
| 東北            | あかぎ団（初進出）                                              | 6月9日                                            | 仙台市戦災復興記念館 記念ホール                     | アンバサダー：でんぱ組.inc（古川未鈴、成瀬瑛美） スペシャルゲスト：Chuning Candy |
| 関東A           | YOANI1年C組（初進出）                                           | 6月24日                                           | さいたま市民会館うらわ                              | アンバサダー：でんぱ組.inc（藤咲彩音、鹿目凛）                                   |
| 関東B           | BANZAI JAPAN（2年連続2回目） テーマパークガール（2年連続2回目） | 7月26日                                           | 三芳町文化会館（コピスみよし）                      | 公式サポーター：こぶしファクトリー（広瀬彩海、浜浦彩乃）                         |
| 東海            | Twinkle（初進出）                                               | 7月30日                                           | 名古屋市中小企業振興会館 吹上ホール【メインホール】 | 公式サポーター：つばきファクトリー（新沼希空、岸本ゆめの）                       |
| 関西            | フルーレット（3年連続3回目）                                    | 7月31日                                           | 大阪府立男女共同参画・青少年センターホール          | 公式サポーター：こぶしファクトリー（和田桜子、井上玲音）                         |
| 中国・四国      | 革命少女（初進出）                                              | 7月27日                                           | 広島YMCA国際文化センターホール                      | 公式サポーター：つばきファクトリー（山岸理子、小片リサ）                         |
| 九州・沖縄      | 神風センセーション（初進出）                                    | 7月28日                                           | スカラエスパシオ                                    | アンバサダー：でんぱ組.inc（古川未鈴、根本凪） スペシャルゲスト：Chuning Candy   |
| 敗者復活WEB予選 | スリジエ（初進出）                                              | 8月17日投票開始、8月24日投票終了、8月31日結果発表 | 8月17日投票開始、8月24日投票終了、8月31日結果発表   | 8月17日投票開始、8月24日投票終了、8月31日結果発表                                |

※エリア変更：北信越エリアを分割。新潟県は東北エリア、長野県・富山県は関東エリア、石川県は東海エリア、福井県は関西エリアに統合。関東は3→2枠に減少

### 決勝大会
2018年9月8日、TOKYO DOME CITY HALLにて開催。
- 優勝：テーマパークガール
- 審査員特別賞：テーマパークガール
- mysta賞：YOANI1年C組
- ベストオーディエンス賞：まばたき

スタッフ
- 主催：愛踊祭 事務局
- 協力：アップフロントプロモーション、ディアステージ、トイズファクトリー、ポニーキャニオン
- 後援：東京アイドル劇場、日本ご当地アイドル活性協会、LIVEプラス、musicるTV

## 愛踊祭2019
- アンバサダー：佐々木彩夏（ももいろクローバーZ）、i☆Ris
- 公式サポーター：アップアップガールズ（仮）、アンジュルム、Juice=Juice、Chuning Candy、つばきファクトリーー、BEYOOOOONDS、わーすた
- 課題曲
  - エリア代表決定戦：「ドラえもんのうた」
  - 敗者復活WEB予選・決勝大会：「君が好きだと叫びたい」（「SLAM DUNK」第1期オープニングテーマ）

### エリア代表決定戦・敗者復活WEB予選
| エリア          | 代表               | 日程                                              | 会場                                              | アンバサダー/公式サポーター・ゲスト                              |
| --------------- | ------------------ | ------------------------------------------------- | ------------------------------------------------- | ---------------------------------------------------------------- |
| 北海道          | まばたき           | 7月2日                                            | 札幌 北方圏学術情報センターPORTO                  | 公式サポーター：つばきファクトリー（谷本安美、岸本ゆめの）       |
| 東北            | MPF☆B              | 7月19日                                           | 仙台市福祉プラザ ふれあいホール                   | 公式サポーター：アンジュルム（竹内朱莉、佐々木莉佳子             |
| 関東・甲信越A   | きゅい〜ん’ズ      | 7月13日                                           | 原宿ベルエポック美容専門学校                      | アンバサダー：i☆Ris（山北早紀、久保田未夢）                      |
| 関東・甲信越B   | キミノマワリ。     | 7月14日                                           | 原宿ベルエポック美容専門学校                      | 公式サポーター：アップアップガールズ（仮）（佐保明梨、新井愛瞳） |
| 関東・甲信越C   | Si☆4               | 7月21日                                           | 原宿ベルエポック美容専門学校                      | アンバサダー：i☆Ris（山北早紀、若井友希）                        |
| 東海            | ハニートラップ     | 6月23日                                           | 東別院ホール                                      | 公式サポーター：わーすた（三品瑠香、廣川奈々聖、小玉梨々華）     |
| 西日本A         | mofmof             | 6月15日                                           | 神戸文化ホール 中ホール                           | 公式サポーター：わーすた（坂元葉月、松田美里）                   |
| 西日本B         | 神薙ラビッツ       | 6月16日                                           | KBSホール                                         | 公式サポーター：Juice=Juice（植村あかり、段原瑠々）              |
| 九州            | 神風センセーション | 8月10日                                           | 都久志会館                                        | 公式サポーター：BEYOOOOONDS（一岡伶奈、岡村美波）                |
| 沖縄            | OBP                | 6月29日                                           | 沖縄ラフ＆ピース専門学校                          | 公式サポーター：Chuning Candy（ソフィー、LILI）                  |
| 敗者復活WEB予選 | ホシ☆グミ          | 8月17日投票開始、8月24日投票終了、8月31日結果発表 | 8月17日投票開始、8月24日投票終了、8月31日結果発表 | 8月17日投票開始、8月24日投票終了、8月31日結果発表                |

※エリア変更：関東エリアに新潟県（東北）、石川県（東海）を加えて関東・甲信越エリアに変更。関西エリアと中国・四国エリアが統合、西日本エリア（A・Bの2枠）に変更。九州・沖縄エリアが九州エリアと沖縄エリアに分割

### 決勝大会
2019年9月7日、TOKYO DOME CITY HALLにて開催。
- 優勝：まばたき[9]

スタッフ
- 主催：愛踊祭 事務局
- 協力：Vocal & Dance Collection、東京アイドル劇場
- 後援：musicるTV